# Sous le ciel de Paris (chanson)
Pour les articles homonymes, voir Paris (homonymie) et Sous le ciel de Paris.
Clip vidéo
[vidéo] « Jean Bretonnière - Sous le ciel de Paris (1951) », sur YouTube
[vidéo] « Edith Piaf - Sous le ciel de Paris (1954) », sur YouTube
[vidéo] « Yves Montand - Sous le ciel de Paris (1964) », sur YouTube
Sous le ciel de Paris est une chanson et un hymne à Paris, composée par Hubert Giraud, écrite par Jean Dréjac et originellement interprétée et enregistrée par Jean Bretonnière pour la musique du film Sous le ciel de Paris, de Julien Duvivier de 1951. Sa reprise en particulier par Juliette Gréco (1951), Édith Piaf (1954) et Yves Montand (1964), et en font l'un des classiques emblématiques de leurs répertoires, de la chanson française et des chansons sur Paris,.

## Histoire
En 1950, le scénariste Henri Jeanson, qui collabore au film Sous le ciel de Paris de Julien Duvivier, remarque dans l’émission de télévision Télé-Paris La Chanson de Paris de l'auteur-compositeur-interprète Jean Dréjac. Le réalisateur, informé, convoque ce dernier avec le compositeur Hubert Giraud pour leur demander la chanson-thème de son film. 
Dès le lendemain, ils lui apportent Sous le ciel de Paris, qui est immédiatement acceptée par le réalisateur au jardin des Tuileries, où Duvivier tourne avec Brigitte Auber et Jacques Clancy. 
L’acteur et chanteur Jean Bretonnière crée la chanson pour le film.
La chanson est composée sur un air de parler parisien, de valse musette, d'accordéon, de flonflons de guinguette et de bal musette parisien, le texte faisant référence à Paname, à la cathédrale Notre-Dame de Paris, au pont de Bercy, à la Seine, à l'île Saint-Louis, aux badauds, aux amoureux et au romantisme parisien... « Sous le ciel de Paris, marchent des amoureux, hmmm hmmm, leur bonheur se construit, sur un air fait pour eux... ».

## Reprises

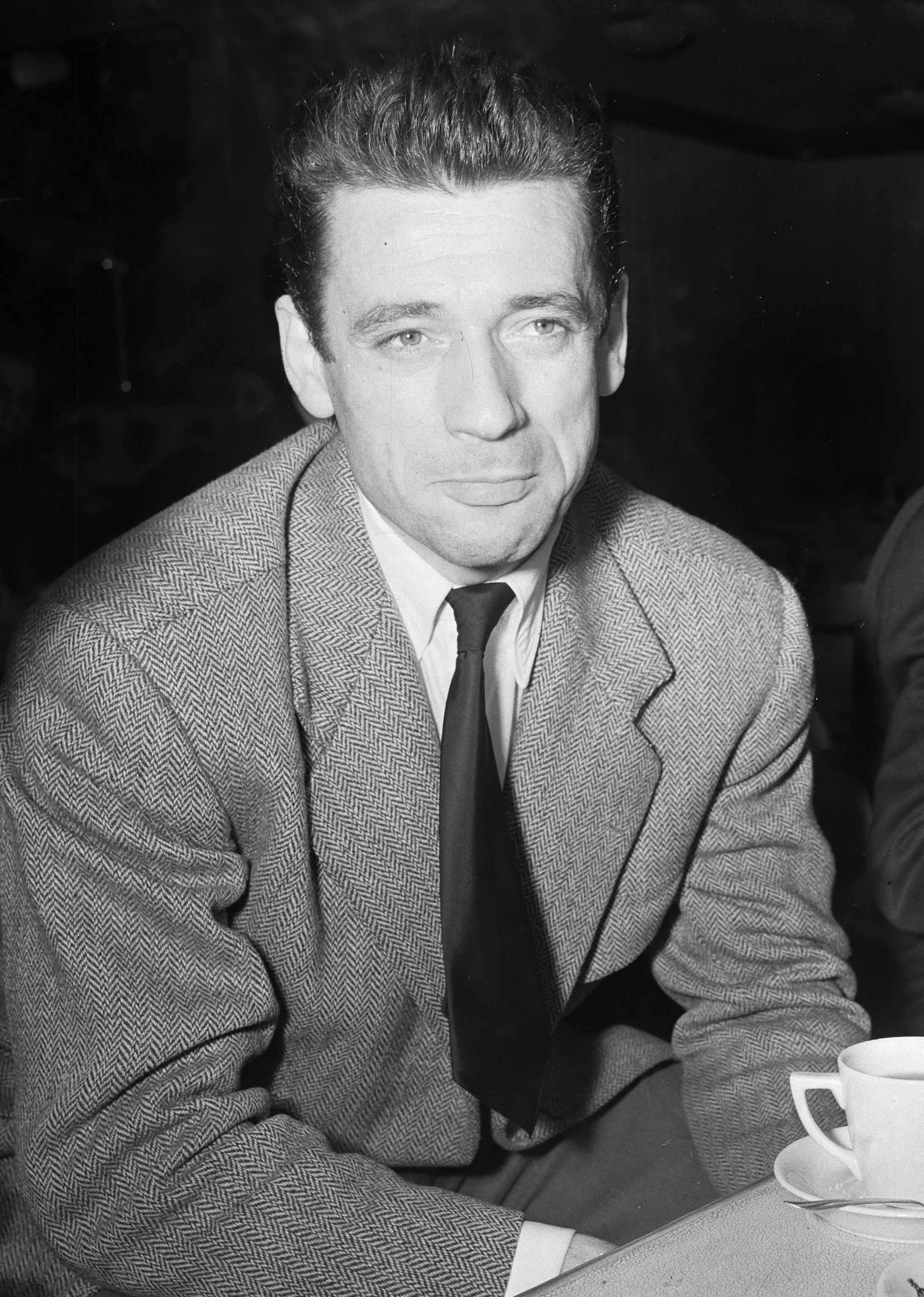
Yves Montand en 1952.

Jacques Hélian enregistre dès le 16 février 1951 et joue dans ses concerts une très belle version de Sous le ciel de Paris, chantée par Claude Évelyne et Jean Marco, qui passera beaucoup à la radio et contribuera à rendre la chanson célèbre bien avant qu'Édith Piaf et Yves Montand ne s'y intéressent. Juliette Gréco est la troisième interprète à reprendre et enregistrer la chanson avec succès (après Anny Gould) pour son troisième disque 78 tours de septembre 1951. Elle est l'une des artistes qui popularise l'œuvre sur la scène internationale ; d'après ses mémoires : « Jean Dréjac et Hubert Giraud, avec ce morceau de "Ciel de Paris" que Gréco continue de transporter soigneusement dans chacun de ses voyages autour du monde, et arrivée sur scène, le déployant comme un drapeau ». Édith Piaf et Yves Montand en font un hymne romantique emblématique et un symbole international de Paris et de la France.
La chanson est reprise et enregistrée entre autres par Jacqueline François, Jean Sablon, Les Compagnons de la chanson en 1967, Line Renaud, Michel Legrand, Enrico Macias, Mireille Mathieu, Isabelle Aubret, les Petits Chanteurs à la Croix de Bois, le chœur de la Légion étrangère (album Héros - Legio Patria Nostra de 2013), Isabelle Boulay, et Zaz (album Paris de 2014)...
Elle est reprise par André Rieu (musique classique), et par les trois ténors José Carreras, Plácido Domingo et Luciano Pavarotti, lors de leur concert The Three Tenors: Paris 1998 (en).
Elle est également un air classique et populaire du répertoire des accordéonistes, et des chanteurs de rue et spectacle de rue, avec son tempo de valse musette, interprétée entre autres par Aimable, André Verchuren, Yvette Horner, Jo Privat, Marcel Azzola, ou Maurice Larcange...
Elle est adaptée en anglais par Kim Gannon (en) sous le titre Under Paris Skies, et notamment interprétée avec succès aux États-Unis par Édith Piaf (au Carnegie Hall de Manhattan à New York en 1956), Andy Williams, Paul Anka, Bing Crosby, Pomplamoose et Ross Garren, ou Marc Ribot (version pour guitare solo de son album Silent Movies de 2010) et en version jazz instrumentale par Duke Ellington, Toots Thielemans, et Coleman Hawkins.
Elle est reprise par Zaho de Sagazan au commencement de la cérémonie de clôture des Jeux olympiques d'été de 2024.

## Cinéma
- 1951 : Sous le ciel de Paris, de Julien Duvivier, interprétée par Jean Bretonnière.